# Модульний самоналаштовуваний робот
Модульні роботизовані системи, що самоналаштовуються, або модульні роботи, що самоналаштовуються — автономні кінематичні машини зі змінною морфологією. Крім звичайних механізмів приведення в дію, сприйняття й керування, як правило, у роботів із фіксованою морфологією, роботи, які самостійно реконфігурують, також здатні навмисно змінювати власну форму, змінюючи з’єднання своїх частин, щоб адаптуватися до нових обставин, виконувати нові завдання чи відновлюватися. від пошкоджень.
Наприклад, робот, виготовлений із таких компонентів, може прийняти черв’якоподібну форму, щоб рухатися крізь вузьку трубу, знову зібратися у щось із павукоподібними ногами, щоб перетинати нерівну місцевість, а потім утворити третій довільний об’єкт (наприклад, м’яч чи колесо, які можуть крутитись) швидко пересуватися по досить рівній місцевості; його також можна використовувати для створення "фіксованих" об'єктів, таких як стіни, укриття або будівлі.
У деяких випадках кожен модуль має 2 або більше роз’ємів для з’єднання кількох разом. Вони можуть містити електроніку, датчики, комп'ютерні процесори, пам'ять і блоки живлення, вони також можуть містити приводи, які використовуються для маніпулювання їх розташуванням у середовищі та відносно один одного. У деяких випадках можна виявити здатність модулів автоматично з’єднуватися та від’єднуватися один від одного та формуватись у багато об’єктів або виконувати багато завдань, переміщуючи чи маніпулюючи середовищем.
Говорячи про «самореконфігурацію» або «самореконфігурацію», це означає, що механізм або пристрій здатні використовувати власну систему керування, наприклад, за допомогою приводів або стохастичних засобів, щоб змінити свою загальну структурну форму. Наявність «модульності» в «самореконфігуруючій модульній робототехніці» означає, що той самий модуль або набір модулів можна додавати або видаляти з системи, на відміну від загальної «модульності» в ширшому сенсі. Основна мета полягає в тому, щоб мати невизначену кількість ідентичних модулів або кінцевий і відносно невеликий набір ідентичних модулів у сітчастій або матричній структурі самореконфігурованих модулів.
Самореконфігурація відрізняється від концепції самореплікації, яка не є якістю, якою повинен володіти самореконфігурований модуль або колекція модулів. Матриці модулів не потрібно мати можливість збільшувати кількість модулів у своїй матриці, щоб вважатися самореконфігурованою. Достатньо, щоб самореконфігуровані модулі вироблялися на звичайній фабриці, де спеціальні машини штампують або формують компоненти, які потім збираються в модуль і додаються до існуючої матриці, щоб доповнити її для збільшення кількості або заміни зношених. вихідних модулів.
Матриця, що складається з багатьох модулів, може розділятися, утворюючи кілька матриць із меншою кількістю модулів, або вони можуть об’єднуватися чи повторно об’єднуватися, щоб утворити більшу матрицю. Деякі переваги поділу на кілька матриць включають можливість одночасного вирішення кількох і простіших завдань у місцях, віддалених одна від одної, переміщення через бар’єри з отворами, які занадто малі для однієї великої матриці, але не надто малі для меншої матриці фрагменти або окремі модулі, а також з метою енергозбереження, використовуючи лише достатню кількість модулів для виконання певного завдання. Деякі переваги об’єднання кількох матриць в одну матрицю полягають у здатності формувати більші структури, такі як витягнутий міст, більш складні конструкції, такі як робот із багатьма руками або рука з більшою кількістю ступенів свободи, а також збільшення міцності. Збільшення міцності, у цьому сенсі, може бути у формі збільшення жорсткості фіксованої або статичної конструкції, збільшення сумарної або сукупної сили для підняття, опускання, штовхання або витягування іншого об’єкта або іншої частини матриці, або будь-яка комбінація цих функцій.

## Дивись також
- Непереможний, науково-фантастичний роман 1964 року з інтригою, зосередженою на самоконфігуруючих нанороботичних зграях
- Сценарій сірої слизу
- Машина для самовідтворення
- Біоніка
- Безкоштовна робототехніка
- Програмована матерія
- Протезування
- Утилітарний туман

## Подальше читання
- Self-Reconfigurable Robots An Introduction. Great Introduction to where SRCMR are today, how it got there and where it needs to go in the future. Архів оригіналу за 5 серпня 2011. Процитовано 13 липня 2011.
- Murata, Satoshi; Kurokawa, Haruhisa (2012). Self-Organizing Robots. Springer Tracts in Advanced Robotics. Т. 77. doi:10.1007/978-4-431-54055-7. ISBN 978-4-431-54054-0. {{cite book}}: Проігноровано |journal= (довідка)